# Vanderhorstia
Vanderhorstia és un gènere de peixos de la família dels gòbids i de l'ordre dels perciformes.

## Taxonomia
- Vanderhorstia ambanoro (Fourmanoir, 1957)[2]
- Vanderhorstia attenuata (Randall, 2007)
- Vanderhorstia auronotata (Randall, 2007)
- Vanderhorstia auropunctata (Tomiyama, 1955)
- Vanderhorstia bella (Greenfield & Longenecker, 2005)
- Vanderhorstia belloides (Randall, 2007)
- Vanderhorstia delagoae (Barnard, 1937)
- Vanderhorstia dorsomacula (Randall, 2007)
- Vanderhorstia fasciaventris (Smith, 1959)
- Vanderhorstia flavilineata (Allen & Munday, 1995)
- Vanderhorstia hiramatsui (Iwata, Shibukawa & Ohnishi, 2007)
- Vanderhorstia kizakura (Iwata, Shibukawa & Ohnishi, 2007)
- Vanderhorstia lanceolata (Yanagisawa, 1978)
- Vanderhorstia longimanus (Weber, 1909)
- Vanderhorstia macropteryx (Franz, 1910)
- Vanderhorstia mertensi (Klausewitz, 1974)
- Vanderhorstia nannai (Winterbottom, Iwata & Kozawa, 2005)
- Vanderhorstia nobilis (Allen & Randall, 2007)
- Vanderhorstia opercularis (Randall, 2007)
- Vanderhorstia ornatissima (Smith, 1959)
- Vanderhorstia papilio (Shibukawa & Suzuki, 2004)
- Vanderhorstia praealta (Lachner & McKinney, 1981)
- Vanderhorstia rapa (Iwata, Shibukawa & Ohnishi, 2007)
- Vanderhorstia steelei (Randall & Munday, 2008)[3][4][5][6][7][8]